# جبل حجر الزرقاء
جَـبَـل حَـجَـر الـزَّرْقَـاء، هي أعلى نقطة في بئر طويل ، وهي منطقة غير مطالب بها من أحد في الصحراء النوبية بين مصر والسودان في شمال شرق إفريقيا. نظرًا لوجود خلاف طويل حول موقع تلك الحدود، فإنها تُعد أرض مباحة تابعيتها غير واضحة؛ وتقول وكالة الاستخبارات الجغرافية المكانية أنها لمصر. في ديسمبر 2017، قام متسلق الجبال البريطاني غينغ فولين برفقة مرشد محلي بتحديد نقطة القمة والتي تبعد مسافة 400 م (1,300 قدم) إلى الشرق من نقطة الطريق المدرجة على اليمين، مسجلاً ارتفاعًا يصل إلى 716 م (2,349 قدم) عند (N21 53'01 E33 58'13).